# Abadla
Abadla là một xã thuộc tỉnh Béchar, Algérie. Dân số thời điểm năm 2002 là 10.845 người.

## Khí hậu
Abadla có khí hậu sa mạc nóng (phân loại khí hậu Köppen BWh) với mùa hè rất nóng và mùa đông mát mẻ.
| Dữ liệu khí hậu của Abadla              | Dữ liệu khí hậu của Abadla | Dữ liệu khí hậu của Abadla | Dữ liệu khí hậu của Abadla | Dữ liệu khí hậu của Abadla | Dữ liệu khí hậu của Abadla | Dữ liệu khí hậu của Abadla | Dữ liệu khí hậu của Abadla | Dữ liệu khí hậu của Abadla | Dữ liệu khí hậu của Abadla | Dữ liệu khí hậu của Abadla | Dữ liệu khí hậu của Abadla | Dữ liệu khí hậu của Abadla | Dữ liệu khí hậu của Abadla |
| Tháng                                   | 1                          | 2                          | 3                          | 4                          | 5                          | 6                          | 7                          | 8                          | 9                          | 10                         | 11                         | 12                         | Năm                        |
| --------------------------------------- | -------------------------- | -------------------------- | -------------------------- | -------------------------- | -------------------------- | -------------------------- | -------------------------- | -------------------------- | -------------------------- | -------------------------- | -------------------------- | -------------------------- | -------------------------- |
| Trung bình ngày tối đa °C (°F)          | 17.4 (63.3)                | 20.7 (69.3)                | 24.2 (75.6)                | 28.8 (83.8)                | 33.4 (92.1)                | 38.1 (100.6)               | 42.5 (108.5)               | 41.1 (106.0)               | 35.8 (96.4)                | 29.2 (84.6)                | 22 (72)                    | 18.2 (64.8)                | 29.3 (84.8)                |
| Trung bình ngày °C (°F)                 | 10.2 (50.4)                | 13.2 (55.8)                | 16.9 (62.4)                | 21.2 (70.2)                | 25.7 (78.3)                | 30.4 (86.7)                | 34.6 (94.3)                | 33.5 (92.3)                | 28.7 (83.7)                | 22.2 (72.0)                | 15.6 (60.1)                | 11.1 (52.0)                | 21.9 (71.5)                |
| Tối thiểu trung bình ngày °C (°F)       | 3.1 (37.6)                 | 5.8 (42.4)                 | 9.6 (49.3)                 | 13.7 (56.7)                | 18 (64)                    | 22.8 (73.0)                | 26.7 (80.1)                | 26 (79)                    | 21.6 (70.9)                | 15.2 (59.4)                | 9.2 (48.6)                 | 4.3 (39.7)                 | 14.7 (58.4)                |
| Lượng Giáng thủy trung bình mm (inches) | 7 (0.3)                    | 5 (0.2)                    | 8 (0.3)                    | 5 (0.2)                    | 4 (0.2)                    | 3 (0.1)                    | 2 (0.1)                    | 3 (0.1)                    | 6 (0.2)                    | 9 (0.4)                    | 10 (0.4)                   | 7 (0.3)                    | 69 (2.8)                   |
| Nguồn: climate-data.org                 |                            |                            |                            |                            |                            |                            |                            |                            |                            |                            |                            |                            |                            |